# Дидейка
Дидейка — река в Московской области России, левый приток Рузы.
Длина — около 6 км. Берёт начало примерно в 2,5 километрах к юго-востоку от деревни Ховань городского округа Шаховская. В верховье имеет левый приток — реку Заведейку. На берегах реки расположены деревни Березенки, Дубровино и Брюханово, в 700 м южнее которой Дидейка впадает в Рузу.
В некоторых источниках река рассматривается как правый приток Заведейки длиной около 10 км. Равнинного типа. Питание преимущественно снеговое. Замерзает обычно в середине ноября, вскрывается в середине апреля. Подобно другим левым притокам верхней Рузы русло реки находится в живописной глубокой долине в окружении еловых и смешанных лесов.